# Ольтинский округ
Ольтинский округ — административная единица в составе Карсской области, существовавшая в 1878—1918 годах. Центр — местечко Ольты.

## История

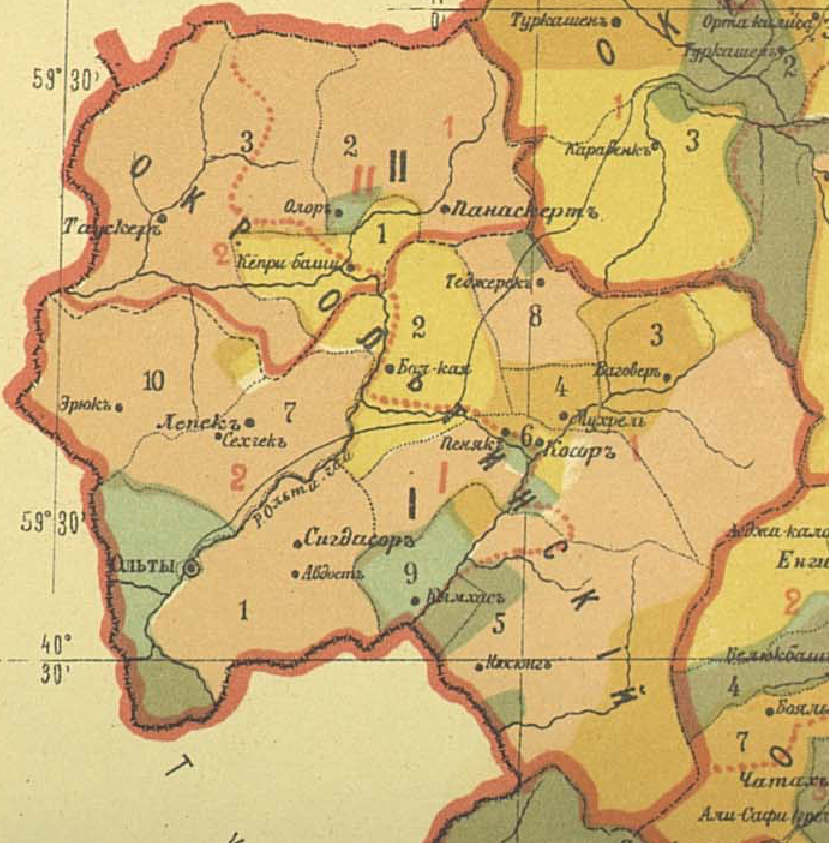
Ольтинский округ

Ольтинский округ в составе Карсской области Российской империи был образован в 1878 году. В 1881 году границы округа были изменены. В 1921 году Ольтинский округ, как и вся Карсская область, отошёл к Турции по Московскому договору между РСФСР и Турцией.

## Население
По данным первой всеобщей переписи населения 1897 года в округе проживало 31 519 человек. В том числе, чел.:
- турки — 19 719 (62,56 %),
- курды (и езиды) — 3 505 (11,12 %),
- армяне — 3 125 (9,91 %),
- греки — 2 704 (8,58 %),
- славяне (в основном великорусы (русские), а также малорусы (украинцы), белорусы) — 1 038 (3,29 %),
- туркмены — 999 (3,17 %),
- осетины —  62 (0,20 %),
- поляки — 48 (0,15 %),
- персы —  44 (0,14 %),
- грузины —  20 (0,06 %),
- аварцы и даргинцы — 19 (0,06 %),
- немцы —  7 (0,02 %),
- татары (азербайджанцы)[Комм. 1]— 4 (0,01 %),
- карапапахи — 1 (<0,01 %),
- остальные народности — 224 (0,71 %)[2].

В столице округа, городе Ольты, проживало 2 373 чел., из которых большинство — армяне (1068 чел. или 44,5 %).
Согласно Кавказскому календарю на 1915 г., население к 1914 году составляло 40 091 чел., из них, чел.:
- турки — 21 767 (54,29 %),
- курды и езиды — 5 179 (12,92 %),
- армяне — 4 953 (12,35 %),
- русские — 201 (0,5 %),
- евреи — 73 (0,18 %)
- и др.

## Административное деление
Округ делился на участки, а участки, в свою очередь, на сельские округа. В 1914 году в округе было 2 участка и 5 сельских округов:
- Ольтинский участок (центр — местечко Ольты)
  - Бардусский с.о.
  - Леспекский с.о.
  - Косорский с.о.
- Таускерский участок (центр — местечко Ольты)
  - Панаскертский с.о.
  - Таускерский с.о.

### Комментарии
1. ↑  Согласно терминологии того времени, в Сборнике материалов для описания местностей и племен Кавказа  ЭСБЕ и переписи населения 1897 года - "татары", язык указан как "татарский". В Кавказском календаре как "татары. Согласно нынешней терминологии - азербайджанцы.